# Yawi (Sprache)
Yawi (auch Jawi oder Pattani-Malaiisch; Eigenbezeichnung: Baso Jawi oder Baso Nayu; Standard-malaiisch Bahasa Melayu Patani) ist ein Dialekt der malaiischen Sprache, die in Südthailand an der Grenze zu Malaysia gesprochen wird. Yawi wird von rund einer Million thailändischen Malaien gesprochen. Es wird aber auch als Lingua franca von einigen ethnischen Thai sowie Sam Sam (eine Südthai sprechende muslimische Ethnie) beherrscht, die in ländlichen, von Malaien dominierten Gebieten leben.
Yawi bildet einen von der malaiischen Standardsprache stark abweichenden Dialekt, was auf den starken Einfluss des Thailändischen und der aufgrund der Grenzgebirge isolierten Lage zurückzuführen ist. Yawi selbst zeichnet sich durch zahlreiche Varietäten aus, die jedoch untereinander verstanden werden. Dem Yawi sehr ähnlich ist der Dialekt von Kelantan, so dass manche Linguisten vorschlagen, Kelantan-Pattani-Malaiisch als eine Dialektgruppe mit insgesamt drei Millionen Sprechern zu betrachten.

## Benennung der Sprache
Die Sprecher des Yawi bezeichnen ihre Sprache selbst als Baso Jawi. Dies leitet sich ab von Jawi, dem modifizierten arabische Alphabet, das für die malaiische Sprache verwendet wurde (und zum Teil noch wird) und der traditionellen arabischen Bezeichnung für muslimische Malaien. Eine Alternative Herleitung ist von Jawo ssa („Groß-Java“), einer traditionellen Bezeichnung für die malaiische Halbinsel. Eine andere Bezeichnung ist Baso Nayu (dialektal für Standard-malaiisch Bahasa Melayu, „malaiische Sprache“). Auf Thailändisch wird die Sprache umgangssprachlich als Phasa Yawi bezeichnet (ภาษายาวี, [pʰaːsaː jaːwiː]; „Yawi-Sprache“), die offizielle Bezeichnung lautet Phasa Malayu Pattani (Thai: ภาษามลายูปัตตานี; „Pattani-Malaiische Sprache“).

## Verbreitung
Yawi ist die wichtigste Sprache in den thailändischen Provinzen Narathiwat, Yala und Pattani, wo die Malaien von ihrer Zahl her dominieren. Yawi wird auch in Satun gesprochen, doch ist dort das Thailändische die dominierende Sprache. Einige Malaien in Satun sprechen den Dialekt von Kedah, nicht den von Pattani. Yawi wird auch in vereinzelten Dörfern bis in die Gegend von Hat Yai (Provinz Songkhla) gesprochen. In Malaysia wird Yawi von thailändischen Immigranten in Kelantan, Perlis, Kedah und Perak gesprochen. Aufgrund von meist wirtschaftlich begründeten Wanderungsbewegungen innerhalb von Thailand findet sich auch eine erhebliche Anzahl an Sprechern des Yawi in Bangkok.

## Schrift
Yawi ist keine Schriftsprache, doch wird sie mitunter informell schriftlich weitergegeben. In diesem Fall wird eine altmodische Form des Malaiischen verwendet, das eine modifizierte Form des arabischen Alphabets benutzt und als Jawi bekannt ist. Dies steht im Gegensatz zu den Sprechern des Malaiischen in Malaysia und Indonesien, die heutzutage das lateinische Alphabet benutzen (rumi).

## Geschichte
Südthailand ist über Jahrhunderte von zwei Kulturen beeinflusst: der buddhistisch geprägten siamesisch-thailändischen und der islamisch geprägten malaiischen Kultur. Hier trafen sich Händler aus dem Vorderen Orient, Indien, China und Thailand mit Malaiisch sprechenden Ethnien. Seit dem 11. Jahrhundert herrscht der Islam als dominierende Religion vor, nachdem das alte Reich Srivijaya im Chaos versank. Das Reich Ayutthaya machte die malaiischen Fürstentümer im Süden des heutigen Thailands sowie im Norden des heutigen Malaysia zu Vasallenstaaten, die jedoch über lange Zeit nie voll integriert waren. Die so entstandene Isolation führte zur Bewahrung der malaiischen Sprache als Dialektform des Yawi.

## Yawi und die Malaiische Standardsprache
Yawi und der im Süden von Thailand gesprochene Dialekt des Thailändischen beeinflussen sich seit Jahrhunderten gegenseitig, z. B. gibt es viele Lehnworte aus der jeweils anderen Sprache, die im Standard-Malaiischen nicht existieren. Aber auch reguläre Lautverschiebungen des Yawi zum Standard-Malaiischen können das Hörverständnis erschweren.
Einige Beispiele der Lautverschiebung im Yawi:
- /aj/ zu /a:/ - sungai (Kanal) wird zu sunga
- /au/ zu /a/ - pisau (Messer) wird zu pisa
- Endkonsonanten werden oft als Verschlusslaut gesprochen – bukit (Hügel) wird zu buki'.